# Hendrick Motorsports

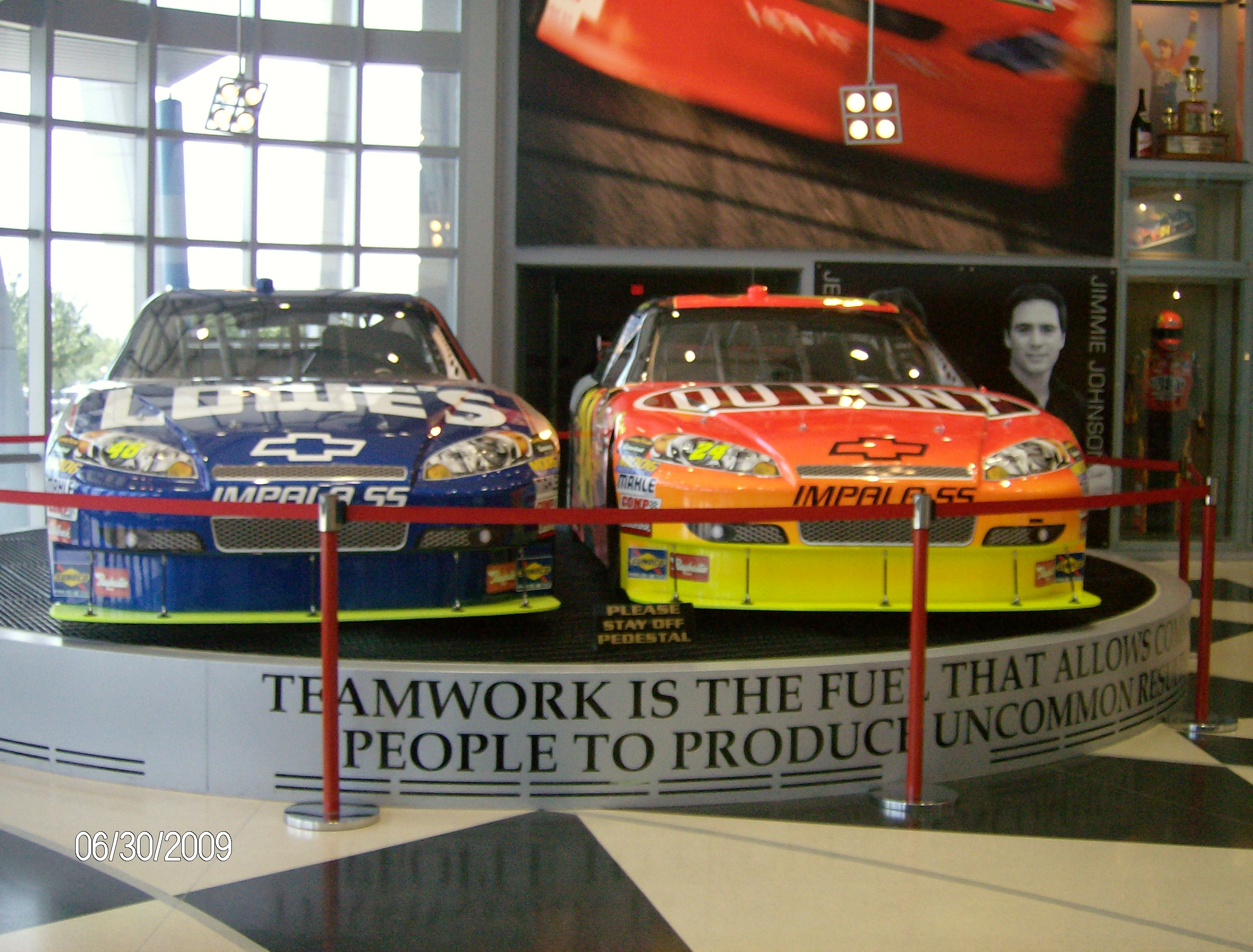
Mașinile #48 (Jimmie Johnson) și #24 (Jeff Gordon) - cei mai de succes piloți HMS

Hendrick Motorsports (HMS; fondată ca All-Star Racing) este o echipă de curse auto din Statele Unite ale Americii, fondată de către Rick Hendrick în 1984. În prezent, echipa concurează în NASCAR Cup Series. 
Echipa deține recordul de victorii în NASCAR Cup Series, 280, precum și recordul pentru cele mai multe titluri la piloți, 14 la număr (1995, 1996, 1997, 1998, 2001, 2006, 2007, 2008, 2009, 2010, 2013, 2016, 2020, 2021). Pe lângă acestea se mai numără 26 de victorii și un titlu (2003) în NASCAR Xfinity Series, 26 de victorii și 3 titluri (1997, 1999, 2001) în NASCAR Truck Series, respectiv 7 victorii în ARCA Racing Series. 
Hendrick Motorsports a câștigat cel puțin o cursă în fiecare sezon din 1984 până în prezent (excepție fiind sezonul 1985), deține recordul de victorii într-un singur sezon (18 din 36, în 2007) și a câștigat de 8 ori cursa Daytona 500 (1986, 1989, 1997, 1999, 2005, 2006, 2013, 2014).    
Pentru sezonul 2022, Hendrick Motorsports îi are în componență pe Kyle Larson (#5), Chase Elliott (#9), William Byron (#24) și Alex Bowman (#48). Printre foștii piloți ai echipei se numără legende ale NASCAR-ului precum Jeff Gordon, Jimmie Johnson, Dale Earnhardt, Jr., Terry Labonte, Darrell Waltrip, Mark Martin, Kyle Busch, Kasey Kahne.    

## Piloți
- Kyle Larson
- Chase Elliott
- William Byron
- Alex Bowman